# Miesbach

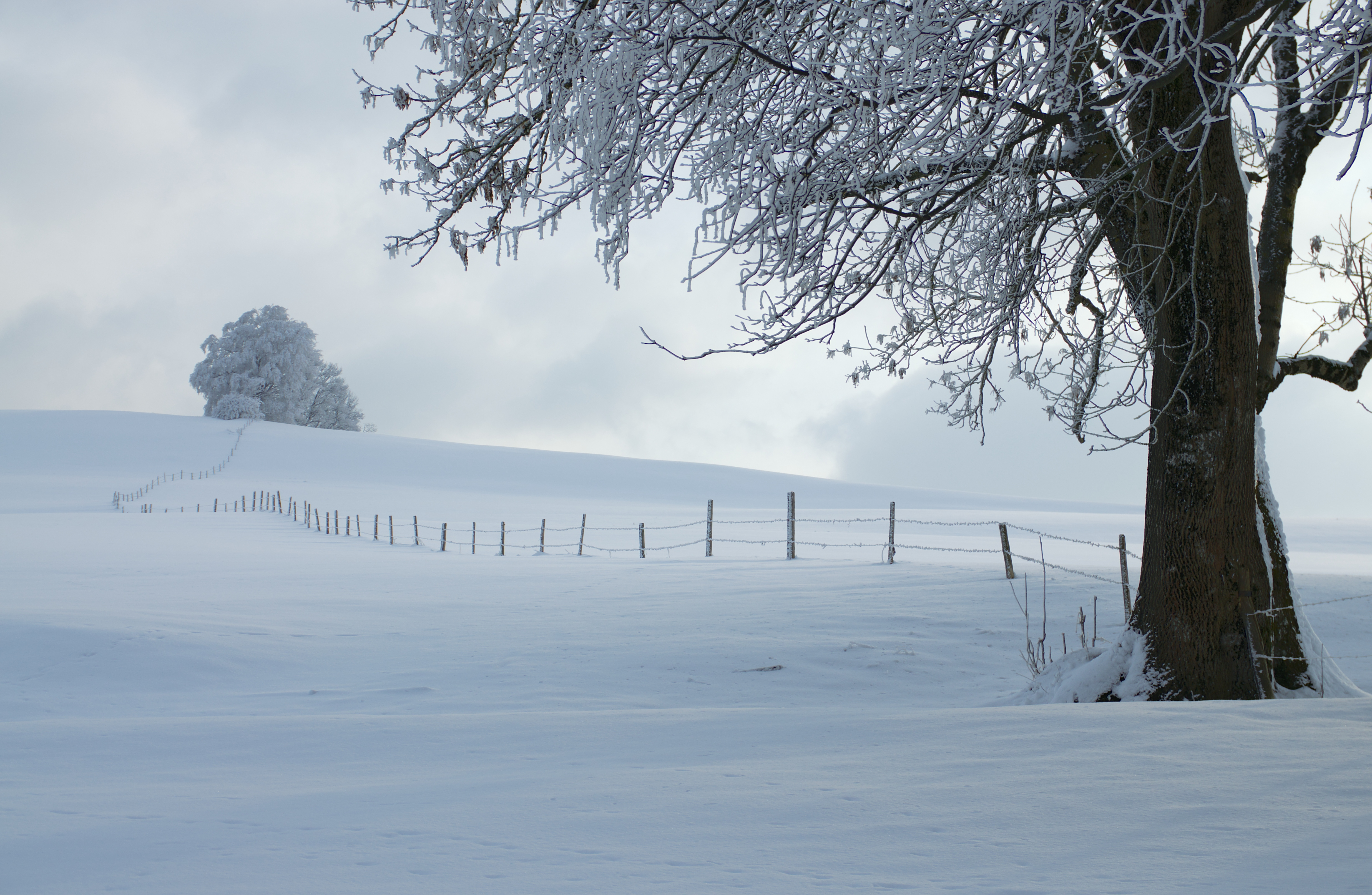
Champs couverts de neige près de Miesbach. Février 2012.

Miesbach est une ville allemande de Bavière, chef-lieu de l'arrondissement du même nom. La ville est située à 48 km au sud de Munich. Autour de Miesbach sont situées des stations thermales de renommée internationale : Bad Wiessee, Rottach-Egern et Tegernsee. 

## Histoire
Miesbach a été fondée vers l'an 1000 et a été, pendant des siècles, le siège du comté de Hohenwaldeck. Au XIXe siècle, elle est devenue le centre du mouvement de conservation pour les costumes traditionnels, le Tracht. Miesbach a aussi une histoire riche avec un pèlerinage et un village minier, ce qui est encore visible dans le paysage urbain.
Le 16 septembre 1882, Miesbach a été le point de départ de la première transmission à longue distance de l'énergie électrique au monde. Le point de départ a été la mine de Miesbach, où l'électricité a été générée en utilisant un moteur à vapeur. Le point d'arrivée se trouvait dans le Palais des Glaces de Munich. Une pompe électrique y alimentait une cascade artificielle.  Avec cette expérience, Oskar von Miller et Marcel Deprez ont pu démontrer que la puissance électrique pouvait être transférée sur de longues distances. 

## Démographie
| 1840  | 1871  | 1900  | 1925  | 1939  | 1950  | 1961  | 1970  | 1987  |
| ----- | ----- | ----- | ----- | ----- | ----- | ----- | ----- | ----- |
| 2 174 | 3 281 | 5 229 | 6 201 | 6 282 | 8 678 | 8 521 | 8 944 | 9 571 |

| 2000   | 2005   | 2009   | - | - | - | - | - | - |
| ------ | ------ | ------ | - | - | - | - | - | - |
| 10 971 | 11 244 | 11 136 | - | - | - | - | - | - |

## Jumelage
- Tewkesbury (Royaume-Uni)